# Епархия Адраа
Епархия Адраа (лат. Dioecesis Adraena) — упразднённая архиепархия Антиохийской православной церкви, в настоящее время титулярная архиепархия Римско-Католической церкви.

## История
Античный город Адраа (сегодня — Даръа, Сирия) располагался в римской провинции Каменистая Аравия и до VI века был центром одноимённой епархии Антиохийского патриархата. Епархия Адраа входила в митрополию Босры. В VI веке епархия Адраа прекратила своё существование из-за арабского нашествия.
C 1712 года епархия Адраа является титулярной епархией Римско-Католической церкви.

## Греческие епископы
- епископ Арабион (упоминается в 359 году) — приверженец арианства;
- епископ Ураний (упоминается в 381 году);
- епископ Прокл (упоминается в 451 году);
- епископ Доримений (упоминается в 553 году).

## Титулярные епископы
- епископ Antonius Sellent (2.03.1712 — ?);
- епископ Johann Rudolf von Sporck (7.02.1729 — 21.01.1759);
- епископ Ignacy Kozierowski C.R.L.[1] (22.11.1762 — 26.01.1791);
- епископ Pierre-Joseph-Georges Pigneau de Béhaine M.E.P. (24.09.1771 — 9.10.1799);
- епископ Michał Pałucki (19.12.1791 — ?);
- епископ Jean-André Doussain M.E.P. (23.07.1798 — 14.12.1809);
- епископ Juan Arciniega (23.09.1816 — 2.01.1835);
- епископ Jean-Joseph Audemar M.E.P. (1817 — 8.08.1821);
- епископ Antonio van Dyk (11.12.1846 — 13.07.1848);
- епископ Joannes van Breugel (31.01.1849 — 15.01.1850);
- епископ Johannes van Genk (22.03.1850 — 25.04.1868) — назначен епископом Бреды;
- епископ Johann Evangelist Haller (14.08.1874 — 26.06.1890) — назначен архиепископом Зальцбурга;
- епископ святой Антонино Фантозати O.F.M.Ref. (5.04.1892 — 7.07.1900);
- епископ Oderico Giuseppe Rizzi O.F.M. (23.01.1902 — 22.03.1905);
- епископ Auguste Prézeau (12.04.1908 — 2.12.1909);
- епископ Франсиско Хавьер Вила-и-Матэу, O.F.M.Cap. (25.08.1911 — 5.01.1913);
- епископ Ramón Zubieta y Les O.P. (4.07.1913 — 19.11.1921);
- епископ Joseph Stoffels (11.11.1922 — 17.10.1923);
- епископ Josef Kupka (10.04.1924 — 22.10.1931) — назначен епископом Брно;
- епископ Leon Jean Marie De Smedt C.I.C.M. (14.12.1931 — 11.04.1946) — назначен епископом Чунли-Сиваньцзы;
- епископ James Holmes-Siedle M.Afr. (29.07.1946 — 25.03.1953) — назначен епископом Каремы;
- епископ Richard Lester Guilly S.J. (18.07.1954 — 29.02.1956) — назначен епископом Джорджтауна;
- епископ Elias Mchonde (24.03.1956 — 21.04.1964) — назначен епископом Махенге;
- вакансия с 1964 года.

## Источник
- Annuario Pontificio, Libreria Editrice Vaticana, Città del Vaticano, 2003, стр. 751, ISBN 88-209-7422-3
- Pius Bonifacius Gams, Series episcoporum Ecclesiae Catholicae, Leipzig 1931, стр. 435  (лат.)
- Michel Lequien, Oriens christianus in quatuor Patriarchatus digestus, Parigi 1740, Tomo II, coll. 859—860  (лат.)
- Konrad Eubel, Hierarchia Catholica Medii Aevi, vol. 5, стр. 69; vol. 6, стр. 65; vol. 7, стр. 59; vol. 8, стр. 76  (лат.)
- La Gerarghia Cattolica